# Nova Galiza
Nova Galiza (en lengua española Nueva Galicia) fue una publicación galleguista en gallego que se editó en Barcelona durante la guerra civil española promovida por Castelao y financiada por el Comisariado de Propaganda de la Generalidad de Cataluña. Los primeros números se repartían gratuitamente, de forma fundamental entre los soldados gallegos del ejército republicano.
La dirigía Rafael Dieste y tenía el subtítulo de Publicación quincenal dos escritores galegos antifeixistas (Publicación quincenal de los escritores gallegos antifascistas), si bien su periodicidad era bimensual. El primer número fue publicado el 5 de abril de 1937 y el último (n.º 18) en junio de 1938. Entre los colaboradores estuvieron Basilio Álvarez, Eduardo Blanco Amor, Ramón Cabanillas, Arturo Cuadrado, Ramón Rey Baltar, Ramón Suárez Picallo, Luís Seoane o Manuel Colmeiro. Terminada la guerra la mayor parte de los colaboradores marchó al exilio.
Desde el año 2005, el "Foro Cívico Galego de Barcelona", edita la revista reNova Galiza, nacida como heredera de la vieja Nova Galiza y que pretende recuperar el impulso y el espíritu inculcado por sus fundadores.
- Datos: Q745744